# 吉田平吾
吉田平吾（よしだ へいご；1876年5月25日—？），日本的宮內省官僚。也曾是臺灣總督府官僚。

## 經歷
佐贺县出身。1903年（明治36年），畢業於東京帝国大学法科大學、高等文官考試合格後，進入大藏省工作，隨後被調入宮内省，擔任宮内省書記官・帝室林野局主事、調度頭等職。之後，又轉任台湾總督府遞信局局長。
卸下官職後，擔任共同信託株式会社常務董事、八王子電氣株式会社審計人、小谷商店審計人。

## 親族
- 田艇吉 - 岳父[2]。衆議院議員。
- 仁井田陞 - 女婿[2]。中國法制史學者。東京大學教授。

## 脚注
1. ↑  人事興信所編『人事興信録 第5版』人事興信所、1918年
2. 1 2  人事興信録 1937.